# Zločin na Zlenicích hradě L. P. 1318
Zločin na Zlenicích hradě L. P. 1318 (1940 časopisecky, 1941 knižně) je  historický detektivní román od českého spisovatele Radovana Šimáčka odehrávající se za vlády Jana Lucemburského. Román byl ve své době ojedinělým pokusem o žánr historické detektivky, nejprve vycházel roku 1940 na pokračování v Lidových novinách a poprvé knižně vyšel roku 1941 v nakladatelství František Borový. Od vydání z roku 1968 v nakladatelství SNDK v jeho edici Knihy odvahy a dobrodružství je vydáván jen v úpravě pro mládež. Kromě vyšetřovatele Petra Ptáčka z Ledců jsou všechny postavy šlechticů historicky doložené a rok 1318 je rokem první zmínky o hradu Zlenice.

## Obsah románu
Děj románu začíná v květnu roku 1318, měsíc poté, co byl tzv. domažlickými úmluvami uzavřen mír mezi králem Janem Lucemburským a vyšší českou šlechtou. Pán Oldřich ze Zlenic, který stál na straně krále, pozve proto na svůj hrad okolní šlechtice, aby srovnali své vzájemné spory. Je mezi nimi lstivý Beneš z Konopiště, jeho mazaný synovec Zdeslav ze Štenberka, divoký Ctibor z Kožlí a nejbližší Ondřejův soused Ondřej z Hrádku se svými dvěma syny, Janem a Čajchanem. Rokování se účastní také zeman Zdislav z Mrače, který byl spojencem pána Oldřicha a byla mu slíbena ruka jeho nevlastní dcery Jitky. 
Prvního dne jednání, který skončí hádkou, se nezúčastní syn Oldřicha ze Zlenic Jan, který zůstal se syny Ondřeje z Hrádku v lesích, kde čekali u močálu na kance. Všichni se na hrad vrátí až druhý den ráno, kdy je objeven Oldřich ze Zlenic ve své komnatě zavražděn dýkou. Jde o klasickou záhadu zamčeného pokoje, Pán Ondřej odešel večer do své komnaty a zamkl za sebou. Ráno bylo nutno dveře od komnaty vyrazit, pán Ondřej byl nalezen probodnutý a klíč od dveří visel uvnitř na zdi. Jan ze Zlenic požádá o vyšetření zločinu krajského královského popravce Oldřicha z Týnce, který brzy zjistí, že Jan nemá na dobu vraždy svého otce alibi, protože byl v noci tajně na hradě. Když nechce říci, co zde dělal, padne na něho vážné podezření. 
Jan si vymůže na Oldřichovi z Týnce dva týdny na to, aby vypátral skutečného vraha a očistil tak sám sebe z tak hanebného podezření. O pomoc požádá svého přítele ze studií Petra Ptáčka z Ledců, který brzy zjistí, že je Jan nevinen. Na hradě byl proto, že se snažil přesvědčit Jitku, kterou miluje, aby se za Zdislava z Mrače odmítla provdat. V době, kdy byl zločin spáchán, byl pak Jan už dávno opět ve společnosti synů Ondřeje z Hrádku, takže je prokazatelně nevinen. Petr vysvětlí i záhadu zamčeného pokoje: vrah za sebou zamkl a ve zmatku po vyražení dveří klíč jednoduše pověsil na zeď.
Poslední, kdo s pánem Oldřichem večer mluvil, byl tajemný mnich, který byl brzy nalezen zavražděn. Při pátrání odhalí Petr Ptáček také mnoho let starou vraždu paní Voršily z Červeného Hrádku u Sedlčan, která byla otrávena jedovatou jehlou ze skříňky se svatými ostatky. To jej přivede na stopu Zdislava z Mrače, který zde byl vychováván. Ten se pokusí Jana i Petra zabít, ale v bitce je smrtelně raněn. Než zemře, přizná, že pravý Zdislav byl na cestě na rodnou tvrz, kam jel po smrti svého otce, přepaden lapky, družina, která jej doprovázela, byla pobita a samotný Zdislav zavražděn. Úklad zosnoval velitel Zdislavovy družiny zbrojnoš Tas, který pak za Zdislava vydával svého bratra Záviše, protože na Mrači Zdislava nikdo neznal. Jediného možného svědka, paní Voršilu, nechal zavraždit pomocí skřínky, kterou na Červený Hrádek odnesl jeden jeho zbrojnoš. Od něho se později celou pravdu o zločinu dozvěděl jeden mnich, který pak vše řekl Oldřichovi ze Zlenic. Proto Zdislav z Mrače, tedy vlastně Záviš, oba zavraždil. Protože i zbrojnoš Tas byl v bitce zabit, je smrt Oldřicha ze Zlenic pomstěna. Nyní se Jan může oženit s pannou Jitkou.

## Filmové adaptace
- Zločin na Zlenicích hradě (1971), český televizní film, režie Věra Jordánová, v hlavních rolích Jaromír Hanzlík (Jan ze Zlenic) a Petr Kostka  (Petr Ptáček z Ledců).